# Urotocus fusiformis
Urotocus fusiformis är en plattmaskart. Urotocus fusiformis ingår i släktet Urotocus och familjen Leucochloridiidae. Inga underarter finns listade i Catalogue of Life.